# Коллонж (кантон)
Колло́нж (фр. Collonges) — кантон во Франции, находится в регионе Рона — Альпы, департамент Эн. Входит в состав округа Жекс.
Код INSEE кантона — 0112. Всего в кантон Коллонж входят 10 коммун, из них главной коммуной является Коллонж.

## Коммуны кантона
| Коммуна            | Население, чел | Почтовый индекс | Код INSEE |
| ------------------ | -------------- | --------------- | --------- |
| Коллонж            | 1106           | 01550           | 01109     |
| Конфор             | 499            | 01200           | 01114     |
| Ланкран            | 935            | 01200           | 01205     |
| Леа                | 481            | 01200           | 01209     |
| Перон              | 1579           | 01630           | 01288     |
| Пуньи              | 629            | 01550           | 01308     |
| Сен-Жан-де-Гонвиль | 1182           | 01630           | 01360     |
| Фарж               | 594            | 01550           | 01158     |
| Шалле              | 1057           | 01630           | 01078     |
| Шезери-Форан       | 369            | 01410           | 01104     |

## Население
Население кантона на 1999 год составляло 8431 человек.
| 1962 | 1968 | 1975 | 1982 | 1990 | 1999 | 2006 | 2007 |
| ---- | ---- | ---- | ---- | ---- | ---- | ---- | ---- |
| 5124 | 5639 | 6365 | 6580 | 7411 | 8431 | -    | -    |